# Recopa Sudamericana 1998
La Recopa Sudamericana 1998 è stata la decima edizione della Recopa Sudamericana; in questa occasione a contendersi la coppa furono il vincitore della Coppa Libertadores 1997 e il vincitore della Supercoppa Sudamericana 1997.

## Tabellino

### Andata
| Arbitro: | José Luis da Rosa |

| |            | |
| Müller 12’ Geovanni 88’ | Marcatori  | |
| · André 1 · Donizete Amorim 19 · Marcelo Djian 3 · Márcio 13 · Tércio 17 · Donizete Oliveira 5 · Ricardinho 20 · Valdo Filho 10 · Müller 7 · 64’ Alex Alves 11 · 64’ Paulo Isidoro 14 · 68’ Marcelo Ramos 9 · 68’ Geovanni 16 | Formazioni | · 1 Bonano · 19 Ramos · 2 Trotta · 6 Sarabia · 3 Placente · 23 Pereyra · 16 Álvarez 80’ · 15 Franco 80’ · 24 Gómez · 25 Cuevas · 11 Cardetti 80’ · 18 Castillo 80’ · 9 Rambert 55’ · 20 Gancedo 55’ |
| Levir Culpi | Allenatori | Ramón Díaz |

### Ritorno
| Arbitro: | Ubaldo Aquino |

| |            | |
| | Marcatori  | 18’ Geovanni 82’ (rig.) Marcelo Ramos 92’ Gustavo |
| · Bonano 1 · Ramos 19 · Trotta 2 · Lombardi 4 · Acosta 14 · 63’ Pereyra 23 · 63’ Garcé 13 · 45’ Álvarez 16 · 45’Castillo 18 · Gancedo 20 · 45’ Escudero 8 · 45’ Gómez 24 · Cuevas 25 · Cardetti 11 | Formazioni | · 1 André · 14 Gustavo · 3 Marcelo Djian · 23 Cris · 6 André Luiz · 15 Marcos Paulo · 20 Ricardinho · 19 Donizete Amorim 68’ · 8 Djair 68’ · 18 Paulo Isidoro · 16 Geovanni 75’ · 9 Marcelo Ramos 75’ · 11 Alex Alves 68’ · 25 Espínola 68’ |
| Ramón Díaz | Allenatori | Levir Culpi |